# Temple Grandin (téléfilm)
Pour les articles homonymes, voir Temple Grandin.
Pour plus de détails, voir Fiche technique et Distribution.
Temple Grandin est un téléfilm américain réalisé par Mick Jackson, tourné pour la télévision en 2010.

## Synopsis
Temple Grandin est une femme autiste qui a révolutionné les pratiques de traitement des animaux dans les ranchs et les abattoirs.

## Fiche technique
- Titre : Temple Grandin
- Réalisation : Mick Jackson
- Scénario : Christopher Monger et Merritt Johnson, d'après les livres Emergence de Temple Grandin et Margaret Scarciano et Thinking in Pictures de Temple Grandin
- Production : Gil Bellows, Dante Di Loreto, Anthony Edwards, Scott Ferguson, Paul Lister, Alison Owen, Emily Gerson Saines
- Société de production : HBO Films
- Musique : Alex Wurman
- Photographie : Ivan Strasburg
- Montage : Leo Trombetta
- Décors : Richard Hoover
- Costumes : Gabriella Villarreal
- Pays d'origine : États-Unis
- Format : couleurs - 1,78:1 - Dolby - 16 mm
- Genre : drame, biographie
- Durée : 107 minutes
- Date de sortie : 6 février 2010 en France

## Distribution
- Claire Danes (VF : Élisabeth Ventura) : Temple Grandin
- Julia Ormond (VF : Françoise Cadol) : Eustacia
- David Strathairn (VF : Yves Beneyton) : Docteur Carlock
- Catherine O'Hara (VF : Micky Sébastian) : Tante Anne
- Stephanie Faracy (en) : Betty Goscowitz
- Barry Tubb : Randy
- Melissa Farman : Alice
- Steve Shearer : Jeff Brown
- Richard Dillard (VF : Jean-François Aupied) : Don Micheals
- Jenna Hughes : Temple à 4 ans
- Michael Crabtree (VF : Patrick Béthune) : Oncle Mike
- Charles Baker : Billy
- David Born : Professeur Shanklin
- Rutherford Cravens : Feedlot Guard
- Matthew Posey : Ted Gilbert
- Toby Metcalf : Stacey
- Cyndi Williams : Saughterhouse Clerk
- Steve Uzzell : Psychologue
- Rick Espaillat : Professeur de Français
- Jim Flowers : Dr. Spenk
- Michael D. Conway : M. Peters
- William Akey : M. Hodges
- Kristin McCollum : Madame Favide
- Penny Goff : Riding Mistress
- Chris Olson : M. Povey
- Joe Nemmers (VF : Mathieu Buscatto) : M. Neal
- Gerry Robert Byrne : John Richmond
- Aaron Johnson : Sanchez
- Jacquejoy Littlefield : Mary-Anne
- Cherami Leigh : Marcia

 Source et légende : version française (VF) sur RS Doublage

## Autour du film
Le film a été tourné en studio à Austin Studios, 1901 E. 51st Street, Austin, Texas, ainsi que dans Austin, Bastrop, Dallas, Georgetown et Lockhart, au Texas.
Il a tout d'abord été diffusé en 2010 sur HBO. En France, il a été une première fois diffusé le 23 décembre 2011 sur Arte.

## Distinctions
- 2011 : American Cinema Editors : Eddie, catégorie Best Edited Miniseries or Motion Picture for Television pour Leo Trombetta
- 2011 : Directors Guild of America : DGA Award, catégorie Outstanding Directorial Achievement in Movies for Television pour Mick Jackson
- 2010 : Emmy Awards :
  - Outstanding Directing for a Miniseries, Movie or a Dramatic Special pour Mick Jackson ,
  - Outstanding Lead Actress in a Miniseries or a Movie, pour Claire Danes,
  - Outstanding Made for Television Movie,
  - Outstanding Music Composition for a Miniseries, Movie or a Special, pour Alex Wurman,
  - Outstanding Single Camera Picture Editing for a Miniseries or a Movie, pour Leo Trombetta,
  - Outstanding Supporting Actor in a Miniseries or a Movie, pour David Strathairn,
  - Outstanding Supporting Actress in a Miniseries or Movie, Julia Ormond
- 2011 : Golden Globes : Golden globe, catégorie Best Performance by an Actress in a Mini-Series or a Motion Picture Made for Television, pour Claire Danes,
- 2011 : Gracie Allen Awards : Gracie, catégorie Outstanding Female Lead - Drama Series or Special, Claire Danes,
- 2010 : Monte-Carlo TV Festival : Amade Award,
- 2010 : Satellite Awards :
  - Best Actress in a Miniseries or a Motion Picture Made for Television, Claire Danes,
  - Best Motion Picture Made for Television
- 2011 : Screen Actors Guild Awards : Outstanding Performance by a Female Actor in a Television Movie or Miniseries, pour Claire Danes